# Kamienica Pod Turkiem w Toruniu
Kamienica Pod Turkiem w Toruniu (również: Dom Schotdorffów) – kamienica znajdująca się przy Rynku Staromiejskim 5 w Toruniu.
Kamienica została wzniesiona na przełomie XIII i XIV wieku. W 1578 roku przeszła na własność rodu patrycjuszowskiego Schotdorffów. Zgodnie z ówczesną modą ród ten nadał fasadzie kamienicy formę renesansową w typie niderlandzkim. Zachowany został pierwotny układ wnętrza, z wielką sienią, traktem przednim i tylnym. W 1843 roku kamienicę kupił Ludwik Borch. W następnych latach przeprowadził on przebudowę budynku.
W 1863 roku kamienicę kupił żydowski kupiec Marcus Henius. W 1868 roku w oficynach kamienicy powstała gospoda oraz Fabryka Wódek i Likierów Marcus Henius (znana również pod niemiecką nazwą Marcus Henius Likör Dampf, Sprit & Fabrik). Fabryka produkowała wódki kminkowe, stołowe, żytniówkę i kornus. Szczególnie popularna była gorzka nalewka ziołowa „Krople życia”, nazywana również „Toruńską gorzką”. Na żeliwnej balustradzie balkonu znalazł się szyld z inicjałami Heniusa. Za sprawą Heniusa w latach 1884–1885 doszło do znacznej przebudowy kamienicy. Po śmierci Heniusa w 1892 roku kamienica była wynajmowana przez nowych lokatorów. Fabryka Heniusa działała co najmniej do 1912 roku.
Mieszcząca się w kamienicy gospoda była odwiedzana przez flisaków. Popularnym wśród nich zwyczajem był proces przyjmowania nowych flisaków, polegający na całowaniu przez przyjmowanych do grona wielkiego palca prawej stopy Grubej Maryny – rzeźby bachusa siedzącego okrakiem na beczce piwa. Rzeźba „Grubej Maryny” znajduje się w zbiorach Muzeum Toruńskiego Piernika, płaskorzeźba Grubej Maryny znajduje się pomiędzy oknami w centrum górnej części fasady. Po bokach Grubej Maryny widnieją płaskorzeźby Hermesa i Sprawiedliwości.
Do czasów współczesnych zachował się renesansowy płaskorzeźbiony herb rodowy Schotdorffów.
Nazwa kamienicy pochodzi od godła, przedstawiającego Turka z fajką. Godło to znajduje się w zbiorach Muzeum Okręgowego.